# لايف سيل
لايف سيل (بالأوكرانية: лайфселл) شركة اتصالات أوكرانية، ثالث أكبر مشغل للاتصالات المتنقلة في أوكرانيا، تأسست في 24 سبتمبر 2005